# 印度燭光魚
印度燭光鱼（学名：Polyipnus indicus）为輻鰭魚綱巨口魚目褶胸鱼科的其中一種。分布於西印度洋區的東非海域，為深海魚類，棲息深度50-500公尺，會進行垂直性洄游，體長可達6公分。

## 外部連結
印度燭光鱼的圖片 （页面存档备份，存于）